# 薔薇のようなローザ
『薔薇のようなローザ』（ばらのようなろーざ、原題：Rosa la rose, fille publique）は、ポール・ヴェキアリ監督による1986年のフランス映画である。日本では劇場未公開だが、VHSが発売された。

## あらすじ
ローザはパリのレ・アル界隈で商売をする美しい娼婦で、男たちは彼女を奪い合う。ローザは健康で輝かしい存在で、男たちのどんな幻想も拒むことはない。彼女にとって汚らわしいものなど何もない。
この日、ローザは20歳の誕生日を迎えた。彼女のポン引きで、裏社会の要人ジルベールは誕生パーティーを開いた。そこでローザは若い労働者のジュリアンと出会い、二人はまたたく間に恋に落ちる。だが裏社会の掟がこの予想だにしない恋にのしかかるのだった。

## キャスト
- ローザ（レ・アルの娼婦）: マリアンヌ・バスレール（英語版）
- ジルベール（ローザのヒモ）: ジャン・ソレル
- ジュリアン（労働者）: ピエール・コッソ（英語版）
- ローラン（ローザに憧れを抱く少年）: ローラン・レヴィ
- "キャホント"（ローザの街娼仲間）: カトリーヌ・ラシュン（英語版）
- "トラント＝サンク"（ローザの街娼仲間）: エヴリーヌ・バイル（英語版）

主演のバスレールは本作で1987年セザール賞の有望女優賞にノミネートされた。

## ポール・ヴェキアリ本人による解説
「私はこの映画を8時間で書き上げた。一気に。夢を見たんだ。全てが夢の出来事だ。一晩で思いついた。明るくはっきりと。
『薔薇のようなローザ』は『心から体へ』よりもロマンティックだが同時により冷徹なメロドラマでもあるので、私には多大な努力が求められた。ここでは時間、場所、行為の統一に加え、特に誤解という悲劇の要素がすべて揃っているので、コントロールが効いた。
環境のイメージと登場人物の間には矛盾がある。ローザは映画が彼女の周りで何をしているのか知らない。彼女は一点一点が矛盾するフィクションの中にすっかり包まれている。みんな彼女のことが好きで、幸せになってほしいと願っている。なのに彼女は環境のイメージを信じきり、ヒモから離れることも、街娼を辞めることも不可能であると思い込んでいる。

だからローザは恐ろしい恐怖を生み出した。現実では、彼女の恐れることは全くもって真実ではない。だが彼女はそのことに気づくのが遅すぎた。」